# Фронт хвилі

Лінза змінює форму фронту хвилі.

Фронт хвилі — поверхня у просторі, що розмежовує частину середовища, яка вже залучена до хвильового процесу від області середовища, в якій коливання ще не виникли. Коливання в кожній точці хвильового фронту мають однакову фазу, тобто хвильовий фронт є поверхнею сталої фази.
У випадку плоскої монохроматичної хвилі фронт хвилі — площина, перпендикулярна хвильовому вектору. При випромінюванні точкового джерела фронт хвилі — сфера.
В загальному випадку фронт хвилі — складна поверхня, яку в кожній точці можна охарактеризувати двома радіусами кривизни.